# هاري كورشات
هاري كورشات (بالألمانية: Harry Kurschat)‏ (مواليد 28 فبراير 1933) هو ملاكم ألماني، مثّل بلاده في الألعاب الأولمبية الصيفية 1956.

## روابط خارجية
هاري كورشات على موقع بوكس ريك (الإنجليزية) (registration required)
- هاري كورشات على موقع أوليمبيديا (الإنجليزية)